# Recetor (kommun)
Recetor är en kommun i Colombia.   Den ligger i departementet Casanare, i den centrala delen av landet, 160 km öster om huvudstaden Bogotá. Antalet invånare är 2 608.